# 格尼烏斯

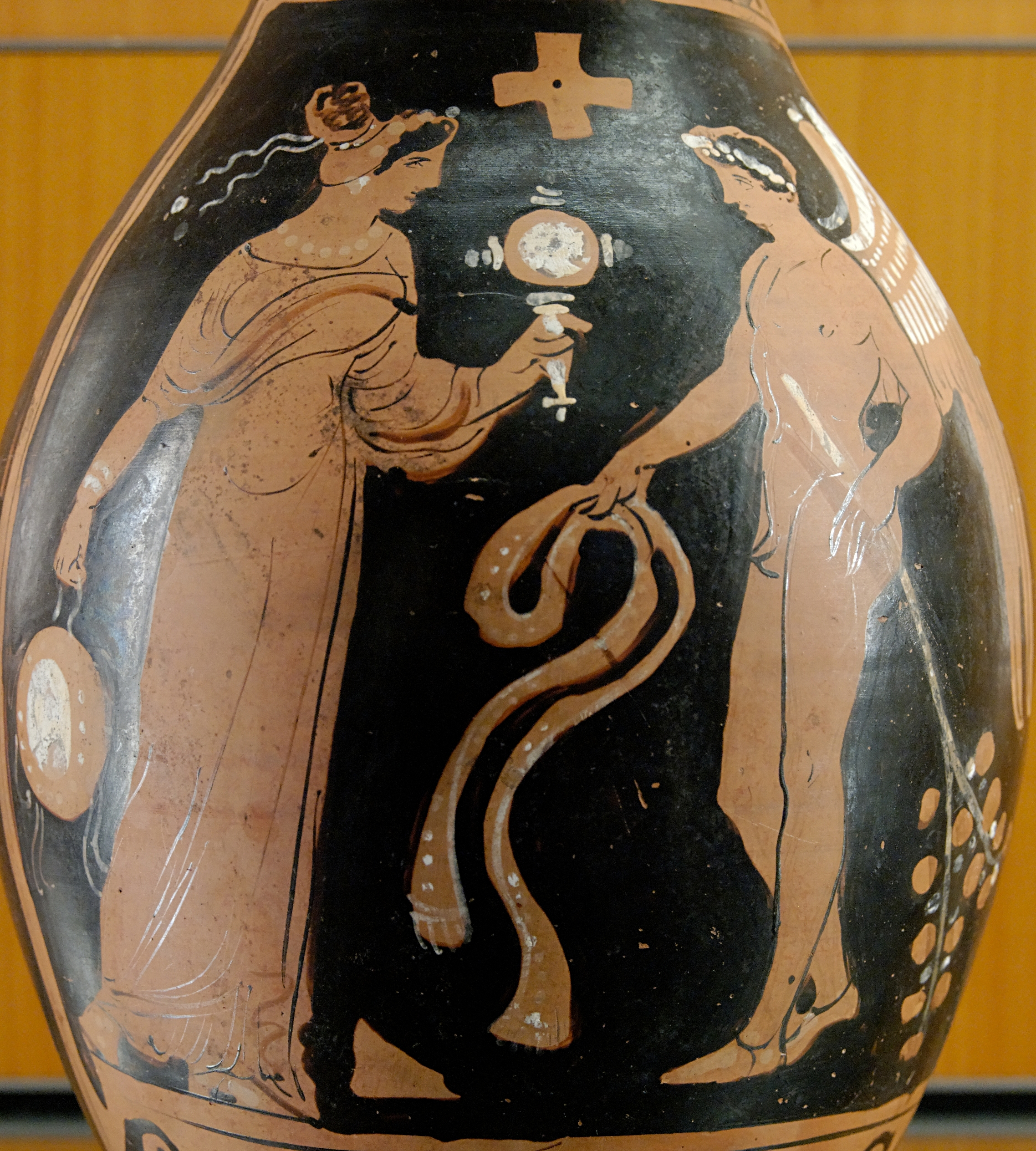
站在女性前面的有翼的守護神

守護神或音譯格尼烏斯（genius、複數形是genii）是擬人化的精靈。在古羅馬人的信仰，格尼烏斯大概是守護神或善神之類的神靈。一般而言，古羅馬的宗教中，是個人、場所、事物的個別神性，換言之，就是存在於萬物的神力，被個別的人格化・神格化。

## 形象
格尼烏斯無統一的形象，但是多被描繪成有翅膀之形。

## 關連項目
- 神化

## 外部連結
- Schmitz, Leonhard. . Smith, William  (编).  2. Little, Brown & Company, The Ancient Library: 241–242. 1867, 2005  [2020-04-07]. （原始内容存档于2009-06-23）.
- Brewer, E. Cobham (编). . . fromoldbooks.org. 1894, 2009  [3 July 2009]. （原始内容存档于2016-03-03）.
- . mythindex.com. 2007-2008  [3 July 2009]. （原始内容存档于2009-04-24）.